# EIF4E2
EIF4E2‏ (Eukaryotic translation initiation factor 4E family member 2) هوَ بروتين يُشَفر بواسطة جين EIF4E2 في الإنسان.